# Enculé de ta race
Pour les articles homonymes, voir Enculé.

Enculé de ta race  est une insulte en langue française. Passée dans le langage courant, elle est considérée par certains comme relevant du racisme et cette affirmation fait toujours débat au sein de la société.

## Origine et signification
Dominique Caubet, professeur d'arabe marocain à l'Institut national des langues et civilisations orientales, explique l'expression de ta/sa mère ou, plus violemment, en raison de sa forte « charge » sémantique, de ta/sa race, par l'influence du marocain dans les banlieues françaises.  L'auteur y voit une transposition de l'emploi similaire de baba (papa) dans cette langue (l'emploi de structures injurieuses directement calquées de l'arabe ou imitant celles-ci, comme « maudite soit la religion de ta race », est attesté plus généralement dans le langage des immigrés maghrébins ou leurs descendants, y compris dans la littérature).
Les expressions sa/ta race/mère/ses/tes morts s'utilisent de manière impersonnelle comme des interjections, isolées ou non : 
« Putain de sa race ! Je suis naze. »
« La chaise, sa mère, elle me gêne. »
« Ça craint, sa race ! »
De manière personnelle, elles viennent en complément du nom d'une insulte :
« Putain d'enculé de sa race la maudite. »
« Enculé de ta mère ! »
« Enculé de tes morts ! »
Ces expressions peuvent venir en complément d'objet direct d'un verbe normalement intransitif, que ce soit sous forme personnelle ou non :
« Festen, Festen ! Il déchire sa mère... » (Jamel Debbouze) = Festen est extrêmement bon.
« Tu flippes ta race, bâtard ! » = Tu as vraiment la trouille.
« Barre ta race » = « Arrache ta race » = « Claque ta race » = Fous le camp !
« Il pleut sa mère. » = Il pleut à verse.
« Ferme ta race ! » = Tais-toi, ferme ta gueule !
« Amène ta race ! » = Viens-t'en, amène-toi !
« Je suis blindé, sa race ! » = J'ai trop mangé/bu, je n'en peux plus !
« Se foutre une race. » = Faire une soirée de débauche. Boire plus que la raison, être dans un état second.
« Baise ses morts », « Mange tes morts » = Va voir ailleurs
Dans ce dernier cas, l'emploi de l'expression peut être laudatif (« déchirer sa race ») ou dépréciatif (« barre ta race »). « Sa mère ou sa race s'utilisent donc pour marquer l'intensité, le haut degré, et fonctionnent comme particule énonciative. » (Dominique Caubet, ibid.)
Le sens de « race » est variable en français contemporain des cités, où il peut revêtir le sens de « genre » (« Il était menteur comme tous ceux de sa race »), en plus de celui communément accepté.

## Controverses

### Caractère raciste
En France, l'injure raciale est passible d'emprisonnement et d'amende. Saisie sur le caractère raciste de l'expression « enculé de ta race », la 17e chambre du Tribunal correctionnel de Paris dans un jugement du 23 juin 2005 indique que l'injure n'était pas raciste intrinsèquement et relaxe le prévenu :
- caractère commun : « assez largement répandue dans certains milieux, notamment chez beaucoup de jeunes gens, quels que soient leur « origine » ou leur sentiment d'appartenance » ;
- analyse sémantique : « Exprimant généralement un violent dépit mêlé d'une incoercible colère, elle est indifféremment utilisée sous forme d'interjection — la présence d'un tiers n'est pas indispensable — ou d'insulte particulièrement blessante, l'origine du tiers victime n'étant alors nullement déterminante. […] Comme d'autres insultes de la même veine, désormais devenues courantes — sinon communes — telles que « ta race », « fils de ta race » ou « putain de ta race », l'expression poursuivie ne stigmatise pas l'origine particulière ou identitaire réelle ou supposée de l'autre en le renvoyant à la race imaginaire de tous ceux que le locuteur entend, à cet instant, distinguer de lui. […] En renvoyant son interlocuteur à une race — mot à très forte charge émotionnelle et unanimement proscrit — non autrement qualifiée, ni précisée, le propos se veut performatif, faisant naître sur l'instant la race métaphorique et indistincte des gêneurs et des fâcheux à maudire. » ;
- analyse contextuelle : le tribunal fait également observer que les propos comprenant « ta race » sont fréquemment utilisés entre personnes de même origine, que ce soit dans le « spectacle de rue » ou dans les œuvres de fiction.

Richard Malka, avocat au barreau de Paris commente la décision : « Le terme employé est incontestablement injurieux, ce qui n'empêche pas qu'il soit effectivement passé dans le langage courant. Les gens l'utilisent sans forcément viser la race. [...] Pour que la qualification d'injure raciale soit retenue par le tribunal, il aurait fallu que les propos visent expressément la religion ou les origines de la personne. Or, cela ne semble pas être le cas. Le tribunal n'a pas retenu le caractère raciste de l'injure, mais il ne dit pas pour autant que cette expression n'est pas injurieuse. Cette décision ne m'étonne pas. Les tribunaux prennent de nombreuses précautions sur la notion d'injure raciale. Ils ne veulent pas voir la notion de racisme étendue à tout et n'importe quoi et ne la retiennent que lorsque c'est vraiment caractérisé, que l'intention de la personne peut être prouvée. […] Dans ce cas, un nouveau procès sous la qualification simple d'injure ne pourra pas être de nouveau ouvert, car la prescription pour ce genre de délit, dit « de presse », est de trois mois. […]  Dans cette affaire, le demandeur s'est trompé de qualification en parlant d'injure raciale. »
Michel Fize, du Centre d'ethnologie française, note, par ailleurs, au sujet de l'emploi fréquent de ce genre d'insultes chez les jeunes : « Il faut se garder pourtant de prendre les mots au premier degré. Les « Nique ta mère » et autres « Enculé de ta race » sont avant tout des joutes oratoires, la mise en scène du défi entre potes. Des codes, plus que des insultes au sens ordinaire du terme. Le ludique, ici, est plus important que le dessein de nuire, de blesser. Au demeurant, les adolescents de banlieue continuent de dire leur attachement à leur famille. »  Plus nuancé, un rapport de mutuelles de santé sur les conflits de travail au sein de l'Éducation nationale note que les expressions à base de « ta race » gardent une composante de racisme ordinaire même s'« il s'agit moins d'un procédé de stigmatisation que d'un usage ludique de la visibilité ethnique imposé par le contexte pluriculturel des cités. »

### Caractère homophobe
Le tribunal ne s'est pas prononcé sur le caractère éventuellement homophobe ou sexiste de l'injure, qui comprend le terme connoté « enculé », bien que la loi française réprime aussi ce genre de propos. Toutefois, le dictionnaire de l'Académie française (« personne méprisable ou stupide ») et le Trésor de la langue française informatisé (« [Sans préjuger des mœurs sexuelles] Injure adressée à une personne considérée comme méprisable, sotte, dénuée de courage ») donnent une acception exempte de référence à une quelconque pratique sexuelle.
L'insulte continue toutefois d'être considérée par certains comme relevant de l'homophobie, en particulier par les défenseurs de la dignité et des droits des homosexuels,.

## Dans la culture contemporaine
- « « Enculé de ta race » ? Tiens… Tiens… Dorénavant tout est clair. Encore que… Enculé de quelle race ? De toutes tes races, ou d’aucune. (Pas facile de s’y retrouver, dans ce pataquès de métissage !) Le bougre a quand même du mal à faire deux choses en même temps (parler, agir et penser ; tiens, ça fait trois ! Mais la troisième est facultative). L’insulte s’est réduite à : « Ta race ! » De quoi ramper à tout jamais (en plus des doucines que tu te prends sur la figure), ou ériger la superbe en principe élémentaire, mon cher Malcolm X ou Y ! Tu te redresses, tu bombes le torse[15]… » (Suzanne Dracius)
- « Et on retrouve ce vieux rocker, hébété, enculé jusqu’à l’os, grattant une guitare pourrie devant un feu de bois dans le désert de Gobi. Alors WSB dit : « Ça t’apprendra enculé de ta race pourrie à faire l’artiste, moi faut que j’gagne ma vie[16]. » (Claude Pelieu)
- L'expression voisine La Putain de ta race est le titre d'un roman de Serge Jacquemard[17].
- « Enculé de ta race », juron hurlé par Jacques à l'attention de Frankie, dans La Classe américaine, le film-détournement de Michel Hazanavicius et Dominique Mézerette.
- Neuilly sa mère !, est le titre d'un film réalisé par Gabriel Julien-Laferrière racontant ironiquement les déboires d'un jeune de cité hébergé par sa tante à Neuilly-sur-Seine, ville connue comme l'une des communes françaises où la richesse moyenne par habitant est la plus élevée.